# Оротамнус
Орота́мнус (лат. Orothamnus) — монотипный род цветущих растений семейства Протейные. Единственный вид Orothamnus zeyheri — вечнозелёный прямостоящий редковетвящийся крупный кустарник высотой до 5 м. Эндемик финбоша Капской области Южной Африки.

## Описание
Orothamnus zeyheri является исключительно редким растением. Прямостоящий куст, достигающий размера 6—8 м в высоту, листья слегка выпуклые, обратно-яйцевидные или облигато-лопаточные, с тупой черноватой вершиной, постепенно уменьшающейся в основании с явными 5—6 жилками. Сидячие соцветия со множеством цветов с розово-красным прицветником. Плоды продолговатые, гладкие и яркие.
Растение короткоживущее, средняя продолжительность жизни растения — 10 лет, максимальная — 20 лет. С другой стороны, семена способны сохранять жизнеспособность под землёй до 35 лет, куда они заносятся местными муравьями и прорастают после летних пожаров. Способ опыления неизвестен. Семена, прорастающие в другое время, страдают от низкой всхожести и уничтожаются крысами Otomys saundersiae. Если почва вокруг растения повреждена, то растение может быть заражено грибком Phytophthora, вызывающим гибель растения. Прививка на корневище от Leucospermum не позволает грибку развиться, что может спасти вид от вымирания.

## Ареал и местообитание
Встречается в горах Когелберг и Кляйнривьер Хоттентотс-Холланд в Западно-Капской провинции Южной Африки. Растёт на торфяных болотах на высоте 450—850 м.

## История исследований
Впервые был описан в 1848 году южноафриканским капским художником и торговцем биологическими экземплярами Жаном Вилле в Curtis’s Botanical Magazine.
Родовое название Orothamnus (от греч 'oros' гора, 'thamnos' куст). Видовое название было дано в честь немецкого и южноафриканского ботаника Карла Цейгера.

## Вид
Единственный вид:
- Orothamnus zeyheri Pappe ex Hook., 1848[2]